# میکو مارکولا
میکو مارکولا (انگلیسی: Mikko Markkula؛ زادهٔ ۳ ژانویهٔ ۱۹۸۱) نقشه خوان رالی اهل کشور فنلاند است.